# De Graafschap Doetinchem
El Vereniging Betaald Voetbal De Graafschap (en español: Asociación de Fútbol Pagado De Graafschap), o simplemente De Graafschap (pronunciación: [də ˈɣraːf.ˌsχɑp], aprox. de jrafsjap), es un club de fútbol de los Países Bajos de la ciudad de Doetinchem. Fue fundado el 1 de febrero de 1954 y actualmente compite en la Eerste Divisie, el segundo nivel del sistema de ligas del fútbol neerlandés.

## Historia
Se formó el 1 de febrero de 1954 y juegan sus partidos como local en el estadio De Vijverberg. El estadio fue inaugurado el 12 de agosto de 2000 y se encuentra en el sitio del antiguo campo del club. El nombre del club en holandés significa "The County". Se les apoda Superboeren ("Super Granjeros").

## Jugadores

### Jugadores destacados
En 2002-2003 jugó el exitoso futbolista Klaas Jan Huntelaar, ex de PSV Eindhoven, Ajax, AC Milan y Real Madrid y donde comenzaron los hermanos neerlandeses nacidos en Suiza, Siem de Jong y Luuk de Jong

## Palmarés

### Torneos nacionales
- Eerste Divisie (3): 1990-91, 2006-07, 2009-10
- Tweede Divisie (1): 1968-69